# Уибер, Джордин
Джордин Уибер (англ. Jordyn Marie Wieber, род. 12 июля 1995) — американская гимнастка, в составе команды США по спортивной гимнастике чемпионка мира 2011 года и олимпийская чемпионка 2012 года. В 2011 году также стала абсолютной чемпионкой мира в личном первенстве.